# Mestosoma yamango
Mestosoma yamango är en mångfotingart som beskrevs av Kraus 1956. Mestosoma yamango ingår i släktet Mestosoma och familjen orangeridubbelfotingar. Inga underarter finns listade i Catalogue of Life.